# 徐勇 (政治学家)
徐勇 (1955年—)，湖北省宜昌市人。华中师范大学教授，华中师范大学中国农村研究院院长，研究方向为政治学与城乡治理研究。中国教育部第六批“长江学者”特聘教授，中国政治学会副会长。

## 学术著作
《非均衡的中国政治：城市与乡村比较》、《中国农村村民自治》、《包产到户沉浮录》、《乡村治理与中国政治》、《现代国家、乡土社会与制度构建》、《农民改变中国》等。